# Hljód
Hljód (en vieux norrois : Hljóð), également connue sous le nom de Ljod, est une valkyrie de la mythologie nordique.
Personnage du cycle de Sigurd apparaissant dans la Völsunga saga (2), elle est la fille du géant Hrímnir (en), la femme de Völsung et la mère de Sigmund et Signý. 

## Biographie
Hljód est présentée comme l’« óskmær » d'Odin - peut-être une valkyrie, - chargée par le dieu d'apporter une pomme au roi Rerir, qui ne pouvait avoir d'héritier. Prenant la forme d'une corneille, elle s'acquitta de sa mission, permettant ainsi la naissance de Völsung. Quand ce dernier fut adulte, Hrímnir (en) envoya sa fille l'épouser. Völsung et Hljód eurent 11 enfants, dont les jumeaux Sigmund et Signý.

## Famille

### Mariage et enfants
De son union avec Völsung, elle eut :
- Sigmund
- Signý
- Neuf autres fils